# The New Wave
The New Wave – pierwszy singiel francuskiego duetu muzyki elektronicznej Daft Punk wydany w 1994 roku przez Soma Quality Recordings. Singiel zawierał cztery kompozycje, jedna z nich Alive (New Wave Final Mix) w zmienionej formie trafiła na debiutancki album Homework jako Alive.

## Spis utworów

### CD
1. "The New Wave" (edit) – 5:17
2. "The New Wave" (full length) – 7:12
3. "Assault" – 5:46
4. "Alive" (New Wave final mix) – 5:15

### 12"
Side A
1. "The New Wave" (edit) – 5:17
2. "The New Wave" (full length) – 7:12

Side B
1. "Assault" – 5:57
2. "Alive" (New Wave final mix) – 5:15